# L'Étoffe des ados
L'Étoffe des ados était une émission de télévision française présentée par Jean-Marie Castille puis par Benjamin Castaldi et diffusée sur La Cinquième.